# Ingo Freyer
Ingo Freyer (* 7. Februar 1971 in Wolfsburg) ist ein früherer deutscher Basketballspieler und heutiger -trainer.

## Karriere

### Spieler
Ingo Freyer kam in Wolfsburg zur Welt und zog als Kleinkind mit seiner Familie nach Wedel. Der Sohn des Inhabers einer Gebäudereinigungsfirma lernte ab 1981 das Basketball-Spielen beim SC Rist Wedel, wurde mit dem Klub 1988 Deutscher Meister in der B-Jugend und spielte in der 2. Bundesliga. Zu seinen Mannschaftskameraden in Wedel gehörten unter anderem Olaf Möller und Arne Malsch, der auch sein Klassenkamerad am Johann-Rist-Gymnasium war. Zudem spielte er in der deutschen Junioren-Nationalmannschaft, nahm an der Junioren-Europameisterschaft 1990 und der U22-EM 1992 teil.
Zur Saison 1991/92 wechselte der Guard zu Alba Berlin in die Basketball-Bundesliga. In Berlin durchlief er neben seiner Basketballtätigkeit eine Lehre zum Gebäudereiniger. In seinem ersten Bundesliga-Jahr (1991/92) erzielte Freyer in 36 Erstligaspielen im Schnitt 9,6 Punkte für die Berliner. Das war gleichzeitig die Bestmarke seiner Alba-Zeit. Im Oktober 1993 war er während eines Freundschaftsspiels der Berliner gegen eine Auswahlmannschaft um Earvin Johnson Gegenspieler des „Magic“ genannten US-Amerikaners. 1995 gewann Freyer mit den Berlinern den Korać-Cup. Auf dem Weg zum Europapokalsieg kam er in der Saison 1994/95 im Korać-Cup auf 5,9 Punkte je Begegnung. Im Finalhinspiel gegen Mailand erzielte Freyer vier Punkte, im Rückspiel erreichte er dieselbe Ausbeute. Zudem wurde er mit Alba 1992 und 1995 deutscher Vizemeister. Für die Hauptstadtmannschaft erzielte er in 193 Spielen insgesamt 1510 Punkte. 1995 wechselte er zu Brandt Hagen.
1997 spielte er für den italienischen Club Caserta. Er bestritt für die Erstliga-Mannschaft neun Ligaspiele und kam auf 3,8 Punkte im Schnitt. Im Laufe der Saison 1997/98 wechselte er zum Bundesligisten SSV Ulm. Mit Ulm erreichte er das Meisterschaftsfinale 1998 und wurde Dritter im Pokal. 1998 wechselte er zum SSV Weißenfels (später in Mitteldeutscher BC umbenannt). Er stieg mit der Mannschaft 1999 in die Bundesliga auf und war in der Saison 1999/2000 mit 11,8 Punkten je Begegnung daran beteiligt, dass Weißenfels als Bundesliga-Neuling gleich bis ins Viertelfinale vorstieß. Nach seinem Weggang aus Weißenfels stieg er auch mit der BG Ludwigsburg (2001/02) in die Bundesliga auf, dies gelang unter der Leitung von Trainer Peter Schomers mit einer Saisonbilanz von 29 Siegen bei nur einer Niederlage. 2002/03 spielte Freyer beim TSV Quakenbrück und trug mit 8,9 Punkten pro Begegnung zum Bundesliga-Aufstieg der Niedersachsen bei, der durch eine niederlagenlose Saison erreicht wurde. Seine Spielerkarriere beendete er nach der Saison 2003/04 bei den Eisbären Bremerhaven. 
Insgesamt kam er auf 39 Spiele für die deutsche Nationalmannschaft. Im Frühling 1991 wurde Freyer noch als Zweitligaspieler zu einem Lehrgang der deutschen Herrennationalmannschaft eingeladen und bestritt im Mai 1991 gegen Rumänien sein erstes A-Länderspiel. Kurz vor dem Beginn der Europameisterschaft 1993 im eigenen Land wurde er aus dem deutschen Aufgebot gestrichen, das wiederholte sich vor der Weltmeisterschaft 1994. 1995 nahm er an der Europameisterschaft in Griechenland teil, wurde in drei Turnierspielen eingesetzt, in denen er jeweils ohne Korberfolg blieb.
In der Altersklasse Ü35 wurde Freyer sowohl mit dem SC Rist Wedel (2008) als auch mit dem VFK Hagen (2010 und 2014) deutscher Meister.

### Trainer
Von 2004 bis 2007 war Freyer Trainer seines Heimatclubs SC Rist Wedel in der Regionalliga Nord. Ab Beginn der Saison 2007/08 war er Trainer bei Phoenix Hagen. In der Saison 2008/09 führte er den Klub zum Aufstieg in die erste Bundesliga – zum ersten Mal als Trainer, nachdem er vorher schon drei Mal als Spieler mit seinen jeweiligen Vereinen aufgestiegen war. Freyer ist eine der Hauptfiguren des 2011 erschienenen Dokumentarfilms Phoenix in der Asche, der während des Bundesliga-Spieljahres 2009/10 gedreht wurde und den Abstiegskampf der von ihm betreuten Hagener Mannschaft zeigt. Neben seinem Hauptberuf als Trainer war er beim Sender Eurosport gelegentlich als Kommentator von Basketballspielen beschäftigt, begleitete in dieser Tätigkeit unter anderem die Olympischen Sommerspiele 2012.
In der Saison 2012/13 führte er Hagen in die Bundesliga-Playoffs. Im April 2013 verlängerte Freyer seinen Vertrag in Hagen vorzeitig bis 2015 und im März 2015 bis 2017. Im November 2016 wurde dem Hagener Verein mit sofortiger Wirkung die Bundesliga-Lizenz entzogen. Im Februar 2017 wurde dann bekannt gegeben, dass die Planungen eines Neubeginns ohne Freyer stattfinden. „In insgesamt zehn Jahren avancierte Ingo Freyer zum dienstältesten Coach im deutschen Profibasketball und zum erfolgreichsten Hagener Trainer der Vereinsgeschichte. Als absoluter Publikumsliebling an der Seitenlinie prägte Ingo Freyer eine der erfolgreichsten Zeiten an der Volme“, wurden seine Verdienste als Hagener Trainer in der zugehörigen Meldung des Vereins gewürdigt. Obwohl Phoenix Hagen finanziell gegenüber anderen Bundesligisten kleinere Mittel zur Verfügung hatte, führte Freyer die Mannschaft in jedem Jahr der Erstligazugehörigkeit zum Klassenerhalt und teils auch in die Meisterrunde. Dies gelang Freyer mit einem schnellen und auf Angriff ausgelegten Spielstil, der zu seinem Markenzeichen als Trainer wurde.
Zur Saison 2017/18 wechselte Freyer als Cheftrainer zum Bundesligisten Gießen 46ers. Wie in Hagen setzte er auch in Mittelhessen auf eine Spieltaktik, die sich durch temporeiches Offensivspiel auszeichnet. In seinem ersten Spieljahr (2017/18) erreichte er mit einem elften Platz das beste Ergebnis seiner Zeit in Gießen. Nach erfolgreichem Saisonauftakt 2018 wurde sein Vertrag bis 2021 verlängert. Mitte Dezember 2020 endete Freyers Amtszeit bei den Mittelhessen vorzeitig, als er nach einem Saisonbeginn mit sechs Niederlagen in Folge entlassen wurde. Freyer begann ein Studium im Fach Sportmanagement am Düsseldorfer IST-Studieninstitut. Im Sommer 2021 wurde Freyer Manager der von den Vereinen BG Hagen und SG VFK Boele-Kabel gegründeten Basketball-Akademie-Hagen.
Ende Januar 2022 übernahm er das Traineramt beim abstiegsbedrohten Bundesligisten EWE Baskets Oldenburg. Er verordnete den Niedersachsen seine bekannte schnelle Spielweise und führte sie zum Klassenerhalt. Der Bundesligist entschied anschließend, einen neuen Trainer zu verpflichten.
Am 17. April 2023 gab der abstiegsgefährdete Mitteldeutsche BC, der zuvor sieben Bundesligaspiele in Folge verloren hatte, die Verpflichtung Ingo Freyers als Cheftrainer bekannt. Die Vereinsführung gab anlässlich dieser Entscheidung und des Tabellenstandes an, man müsse „jede Möglichkeit nutzen, um in der Liga zu bleiben“. Im ersten Spiel unter seiner Leitung gelang der höchste Bundesliga-Sieg der bisherigen Vereinsgeschichte (123:80 gegen Hamburg). Am letzten Spieltag der Saison 2022/23 stand der Klassenerhalt des MBC fest. Nach der Sicherung des Bundesliga-Verbleibs trennten sich Freyer und der MBC wieder.
Bundesligist USC Heidelberg holte Freyer im Januar 2024 und erteilte ihm wie seine vorherigen Arbeitgeber den Auftrag, die abstiegsbedrohte Mannschaft zum Klassenerhalt zu führen. Aus 19 Spielen holte Freyer mit Heidelberg sieben Siege, darunter einen am letzten Spieltag der Saison 2023/24. Damit blieb Heidelberg in der Bundesliga. Anschließend kam es zu keiner Einigung über eine weitere Zusammenarbeit, Freyer verließ Heidelberg wieder. Als Experte wurde er bei Übertragungen des Senders Dyn tätig.
Im Mai 2025 kehrte er zu seiner langjährigen Wirkungsstätte nach Hagen zurück. Dort wurde er an der Basketball-Akademie Hagen (BBA Hagen) als sportlicher Leiter und Trainer der 1. Herrenmannschaft in der Regionalliga tätig.

## Sonstiges
Freyer betätigte sich in seiner Freizeit als DJ, er besitzt außerdem eine umfangreiche Musiksammlung.